# 岡村不卜
岡村 不卜（おかむら ふぼく、生年未詳 - 元禄4年4月9日（1691年5月6日））は、江戸時代の俳諧師。岡村氏、通称・重兵衛、市郎右衛門。別号・一柳軒。安原貞室門で大津俳人の不卜（原是三）とは別人。

## 来歴
来歴は『日本古典文学大辞典』第5巻に拠る。
石田未得門。万治2年（1659年）刊『捨子集』に入集後、約30年にわたって江戸俳壇で活躍した。延宝6年（1678年）、『江戸広小路』を刊行し、松尾芭蕉の発句や付句を多数収める。延宝8年（1680年）、『向之岡』刊行。貞享3年（1686年）『丙寅之歳旦』に草壁挙白・壺斎・本間自準・鈴木清風を招いたほか、蕉門の『丙寅初懐紙』（宝井其角編）や『蛙合』（仙北編）に門弟と参加する。貞享4年（1687年）、月並五句付興行に柳川琴風・立羽不角とともに参加。貞享5年（1688年）『続の原』刊行。以後は前句付に深く関わる。享年60余歳とされる。